# Maison Popović à Niš
La maison Popović à Niš (en serbe cyrillique : Зграда Председништва СО Ниш ; en serbe latin : Kuća Popovića u Nišu) se trouve à Niš, dans la municipalité de Medijana et dans le district de Nišava, en Serbie. Elle est inscrite sur la liste des monuments culturels protégés de la République de Serbie (identifiant no SK 858),,.

## Présentation
La « maison moderne », également connue sous le nom de « maison Popović », est située 17 rue Učitelja Tase ; elle a été construite en 1904.
Sa façade est rythmée horizontalement par la corniche principale du toit et, au niveau du sol, par un grand socle qui donne de la monumentalité et de la stabilité à l'ensemble ; verticalement, elle est dotée de fenêtres géminées à meneaux, placées à égale distance, encadrées par des pilastres cannelés couronnés par des chapiteaux composites. L'entrée du bâtiment s'effectue par la façade latérale et l'on y accède par un petit escalier.
La maison a été un lieu de rencontre pour d'importantes personnalités de l'histoire, de la culture et la politique serbes ; parmi les invités qui sont passés dans la maison, on peut citer les écrivains Janko Veselinović (1862-1905), Bora Stanković (1876-1927) et Branislav Nušić (1864-1938), le géographe, anthropologue et ethographe Jovan Cvijić (1865-1927), le poète Milutin Bojić (1892-1917), auteur du célèbre poème Le tombeau bleu, ou l'historien Stojan Novaković (1845-1915) ; en 1936, Ivo Lola Ribar (1916-1943), qui s'est battu aux côtés des Partisans communistes et est devenu un héros national, a séjourné dans cette maison.

Hôtes célèbres de la maison
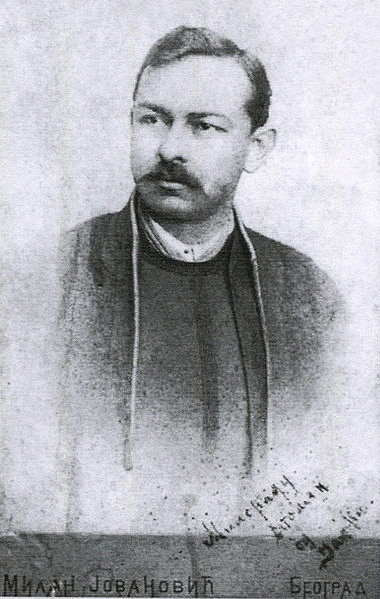
Janko Veselinović.
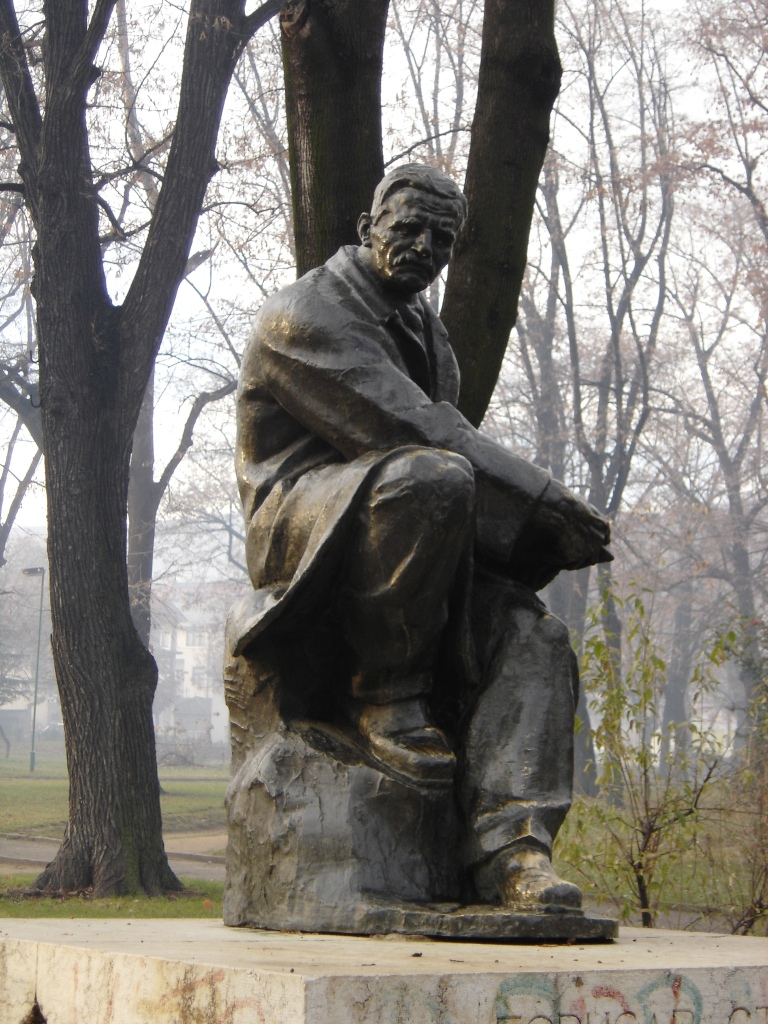
Bora Stanković.
Branislav Nušić.
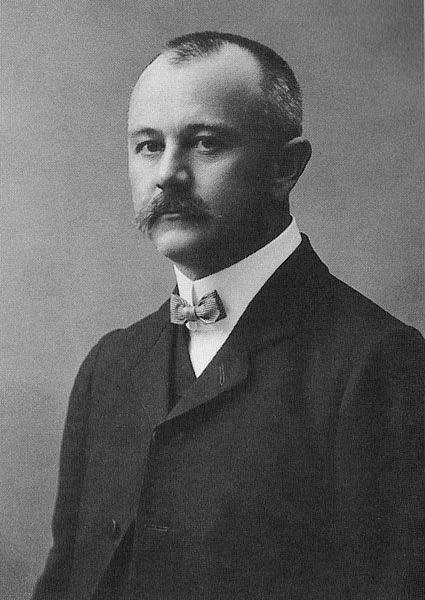
Jovan Cvijić.
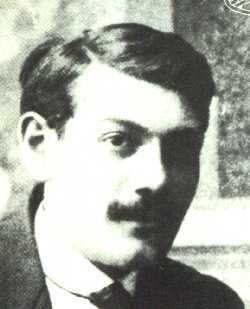
Milutin Bojić.
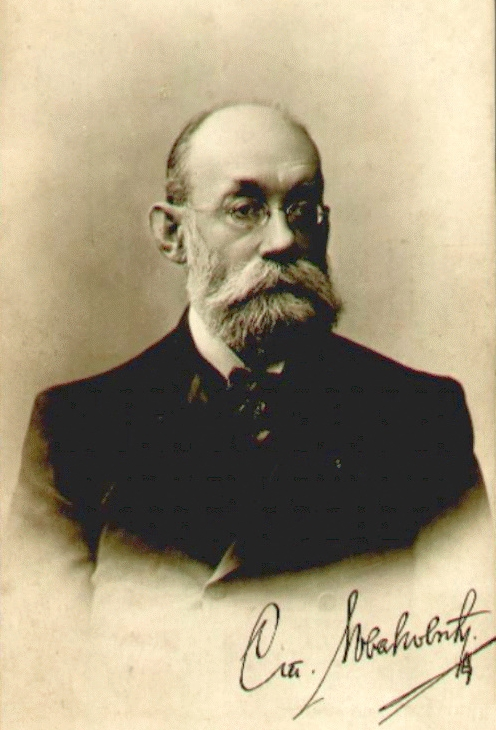
Stojan Novaković.
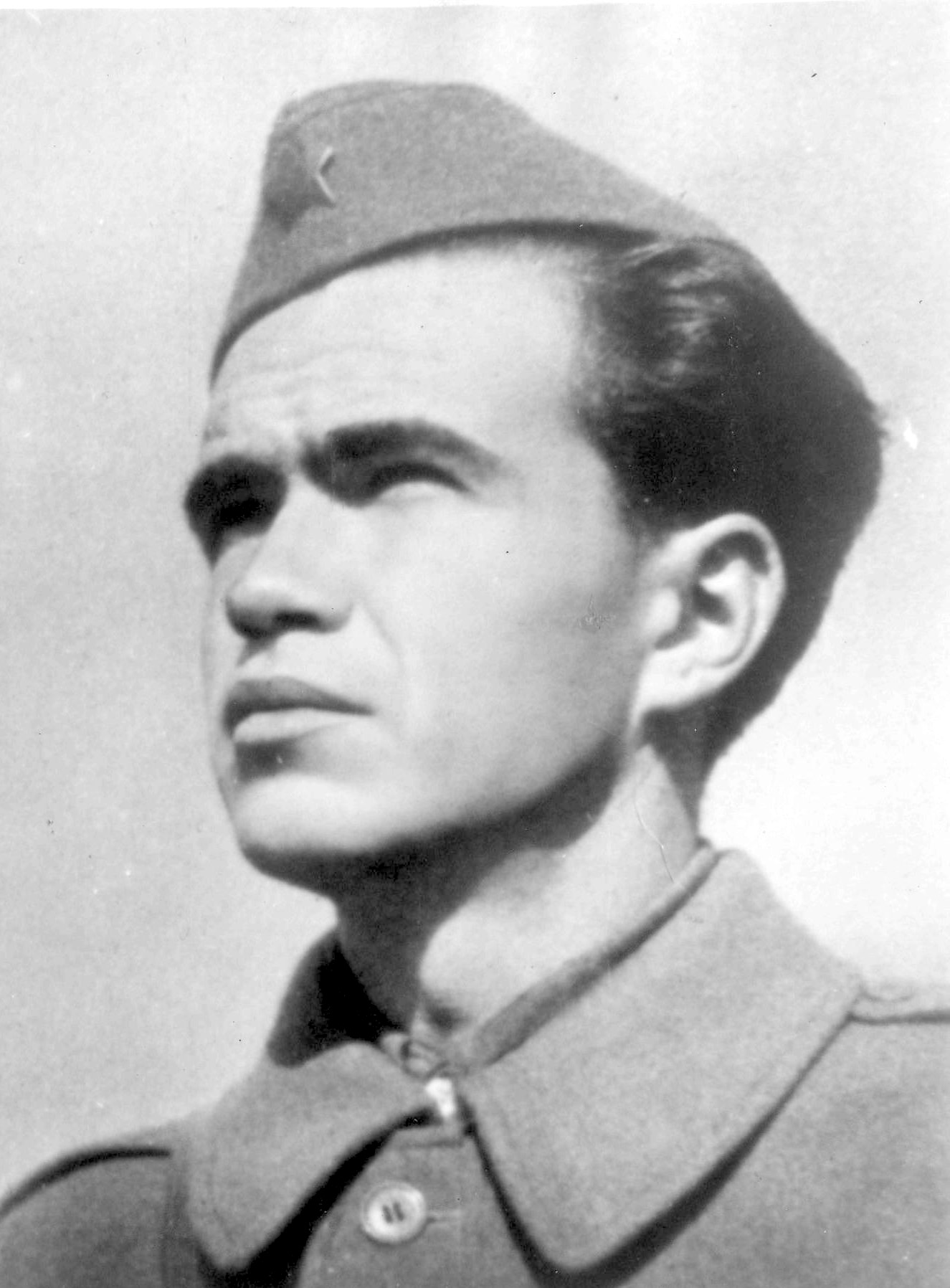
Ivo Lola Ribar.